# エリトルロースレダクターゼ
エリトルロースレダクターゼ（erythrulose reductase）は、次の化学反応を触媒する酸化還元酵素である。
エリトリトール + NADP+ {\displaystyle \rightleftharpoons } D-エリトルロース + NADPH + H+
反応式の通り、この酵素の基質はエリトリトールとNADP+、生成物はD-エリトルロースとNADPHとH+である。
組織名はD-threitol:NADP+ oxidoreductaseで、別名にerythritol:NADP+ oxidoreductaseがある。